# Monte Meager
O Monte Meager é um vulcão potencialmente ativo localizado no sudoeste da Colúmbia Britânica, Canadá. O seu topo tem 2680 m de altitude.